# Equimins
Els equimins (Echimyinae) són una subfamília de rosegadors de la família de les rates espinoses. Aquest grup conté una trentena d'espècies vivents repartides en vuit gèneres i oriündes de Sud-amèrica. Els representants d'aquest grup són rates espinoses grans, arborícoles i pròpies d'hàbitats boscosos. Els equimins (amb la possible excepció de la rata arborícola cresta-roja) presenten entre dos i cinc parells de mamelles als flancs, entre els colzes i el maluc.